# Cratere Blanchard
Blanchard è un cratere lunare di 37,46 km situato nella parte sud-orientale della faccia nascosta della Luna.